# 浙江尻参
浙江尻参（学名：Caudina zhejiangensis）为尻参科尻参属的动物。分布于浙江到台湾海峡等地，主要栖息于水深53-89米的泥底。该物种的模式产地在浙江外海。